# Национальная премия в области веб-индустрии
Премия в области веб-индустрии — профессиональный приз, присуждаемый за достижения в сфере производства, продвижения и популяризации веб-контента. Проводится с 2018 года.

## История
Первая российская премия в области веб-индустрии прошла в ноябре 2018 года в Москве. Официальной наградой веб-премии является статуэтка в стилизованной форме памятника Юрию Гагарину (скульптора П. И. Бондаренко) «за освоение веб-сериального пространства».

### 2018
Церемония вручения первой премии состоялась в ноябре 2018 года в Москве. Ведущим церемонии выступил Иван Ургант. Гостями церемонии стали актриса и блогер Анна Хилькевич, ведущие, авторы YouTube-шоу Татьяна Лазарева и Михаил Шац, Big Russian Boss, блогеры Алёна Венум и Руслан Кузнецов и другие. В разных номинациях призы получили Юрий Дудь, Настя Ивлеева, Александр Гудков, лучшим веб-сериалом стал первый сезон «Бара „На грудь“» Ирины Вилковой.
Членами режиссёрского жюри были Алексей Попогребский, Борис Хлебников, Кирилл Плетнёв, Пётр Буслов, Анна Меликян, Клим Шипенко, Алексей Смирнов, Михаил Хлебородов.
В продюсерское жюри входили Андрей Новиков, Антон Федотов, Ренат Давлетьяров, Валерий Фёдорович, Дмитрий Нелидов, Евгений Никишов, Рауф Атамалибеков, Сергей Титинков.
Жюри прессы: обозреватель «Российской газеты» Сусанна Альперина; шеф-редактор Kinoreporter.ru Ольга Белик; киновед, кинообозреватель информационного агентства Regnum Алёна Сычева; редактор раздела «Кино» издания «Афиша Daily» Максим Сухагузов; журналист, программный директор фестиваля телесериалов «Пилот», преподаватель курса «Шоураннер» в Московской школе кино Егор Москвитин; кинообозреватель радиостанции Megapolis, сотрудничает с порталами Wonderzine, Posta-Magazine Дмитрий Барченков; кинообозреватель газеты «Известия» Николай Корнацкий, редактор отдела культуры журнала «Hello!» Вероника Чугункина.
Членами жюри онлайн-кинотеатров были генеральный директор Megogo Виктор Чеканов; главный редактор Start.ru Михаил Клочков; управляющий директора Amediateka Елена Кирюшина; генеральный директор онлайн-кинотеатра okko Иван Гродецкий; директор по работе с партнёрами Rutube Армен Айрапетян; директор по контенту ivi.ru Мария Смирнова; директор по контенту TVzavr.ru Елена Хлебникова.
Победителя в номинации «Веб-сериал для коммерческой интеграции» выбирали Дарья Волохова (Pfizer), Василий Бакалов (Bork), Мария Бадышева (PepsiCo), Стелла Святская (Royal Canin), Михаил Халиуллин (компания «Космос»).

### 2019
7 декабря в Цифровом деловом пространстве состоялась церемония вручения второй российской премии в области веб-индустрии, организованной проектом The Digital Reporter. Партнёром церемонии выступил онлайн-кинотеатр ivi.ru.
Большое жюри: актёр и режиссёр Клим Шипенко, кинорежиссёр Егор Баранов, кинорежиссёр Анна Пармас, продюсер Сабина Еремеева, актёр Юрий Колокольников, актёр и продюсер Сергей Светлаков, кинорежиссёр Дмитрий Месхиев, писатель и сценарист Александр Цыпкин, писатель Сергей Лукьяненко, генеральный директор холдинга «СТС Медиа» Вячеслав Муругов, генеральный директор ТНТ Роман Петренко, генеральный директор компании «Экспоконтент» Александра Модестова.
Жюри прессы: редактор «Искусство кино» Егор Беликов, кинокритик, автор «Коммерсантъ. Стиль» и GQ Дмитрий Барченков, обозреватель «Российской газеты» Сусанна Альперина, кинокритик «Газета.Ru» Павел Воронков, шеф-редактор журнала «ОК!» Евгения Белецкая, корреспондент газеты «Ведомости» Мария Истомина, кинокритик Afisha.ru Евгений Ткачёв, редактор Buro 24/7 Антон Данилов.
Жюри онлайн-кинотеатров: главный продюсер «Яндекс.Эфир» Николай Головин, руководитель по закупкам контента и программной политике «МегаФон ТВ» Екатерина Жукова, генеральный директор онлайн-кинотеатра Megogo в России Виктор Чеканов, генеральный директор  онлайн-кинотеатра okko Иван Гродецкий, директор по работе с партнёрами «Ruform» Армен Айрапетян, член правления — вице-президент «МТС Медиа», продюсер Игорь Мишин, генеральный продюсер онлайн-кинотеатра ivi.ru Давид Кочаров, генеральный продюсер Premier Studios Нелли Яралова, генеральный директор M3 и онлайн-сервиса More.tv Денис Горшков, главный редактор онлайн-кинотеатра Start.ru Михаил Клочков.

### 2020
5 февраля 2021 года, в Москве состоялась церемония награждения третьей национальной премии в области веб-индустрии, ведущими выступили Иван Ургант и Александр Гудков.
В список номинантов на этот раз вошли проекты, премьера которых состоялась с ноября 2019 по декабрь 2020 года. По информации организаторов, в этом году на премию подали почти в три раза больше заявок, чем в предыдущем, поэтому для веб-сериалов, представленных на открытых площадках, выделили отдельную номинацию. Таким образом, сериалы были представлены в категориях «Лучший веб-сериал», «Лучший интернет-сериал» (хронометраж менее 24 минут) и «Лучший интернет-сериал» (хронометраж более 24 минут).
Среди триумфаторов третьей национальной премии в области веб-индустрии оказались сериалы «Чики», «Перевал Дятлова» и «Трудные подростки». «Чикам» стрим-сервиса more.tv достались награды за онлайн-событие года и лучший интернет-сериал (серия больше 24 минут). Последний приз также получил «Перевал Дятлова» от ТНТ-Премьер. В категории «Выбор прессы» победу разделили «Трудные подростки» и «Псих» Фёдора Бондарчука. За веб-заслуги в сериалах голосующие отметили «Внутри Лапенко», а лучшим интернет-сериалом с хронометражем менее 24 минут признали «257 причин, чтобы жить».

## Организаторы премии
Организатором премии выступает The Digital Reporter, генеральным продюсером которого является Антон Калинкин. Это первый в России ресурс, посвящённый веб-сериалам (сериалам, снятым специально для интернета), а также медийная площадка, которая не только сотрудничает с тематическими европейскими изданиями и является русскоязычной версией некоторых из них, но и производит большое количество собственных оригинальных материалов, посвящённых российским и зарубежным веб-сериалам и digital-новостям. Проект был создан компаний Red Carpet Studio в 2017 году и стал частью мирового процесса развития веб- и digital-индустрии. В августе 2018 года The
Digitar Reporter провёл в Нижнем Новгороде первый в России фестиваль веб-сериалов.

## Итоги премии

### 2018
- Приз за поддержку национального контента от жюри АПКиТ (Ассоциация продюсеров кино и телевидения) — онлайн кинотеатр START.
- Приз жюри онлайн-кинотеатров — веб-сериал «Бар „На грудь“».[9]
- Выбор прессы — веб-сериал «1968.DIGITAL».
- Приз за оригинальное концептуальное решение — «1968.DIGITAL».
- Приз за лучший сценарий — веб-сериал «В постели» (сценарист Шота Гамисония).
- Приз за самый яркий образ — веб-проект «Жизнь человека» (главный герой Андрей Павленко).
- Приз за лучшую режиссуру — «В постели» (режиссёр Шота Гамисония).
- Приз за самый активно развивающийся онлайн кинотеатр — ivi и Rutube.
- Лучший веб-сериал для коммерческой интеграции — «Квин».
- Лучшее онлайн шоу — «Лига плохих шуток» (победило с перевесом всего в 1 голос от шоу Леонида Парфёнова «Парфенон», также были номинированы «А поговорить?», «Вписка», «Дневник хача», Big Russian Boss Show, Gazlive, Versus Battle, «Ночной контакт»).
- Специальный приз за вклад в развитие веб-индустрии — Юрий Дудь.
- Онлайн-персона года — блогер и ведущая Настя Ивлеева[10] (также были номинированы Илья Варламов, Ида Галич, Алёна Венум и Руслан Кузнецов, Данила Поперечный, Wylsacom, Паша Техник).
- «Народный онлайн-кинотеатр» — ivi.
- Лучший веб-сериал — «Бар „На грудь“».

### 2019
- В Номинации «Онлайн тревел-шоу года» победил авторский проект Антона Птушкина.
- В категории «Информационный телеграм-канал года» выиграл Mash.
- В номинации «Просветительский онлайн-проект года» лучшим стал «Парфенон» Леонида Парфёнова.
- Спецприз «За поддержку и развитие веб-индустрии» получил Тимур Бекмамбетов[11].
- В категории «Выбор прессы: лучший веб-сериал» лучшим стал «Миллионер из Балашихи».
- Приз как «Лучший веб-сериал» получил проект «Омар в большом городе».
- В номинации «Лучший онлайн-кинотеатр по мнению профессионального сообщества» победил сервис Amediateka Home of HBO.
- Спецприз получил Михаил Галин — хозяин знаменитого 10-килограммового кота Виктора[12][13].
- В номинации «Онлайн-событие года» победила соцсеть TikTok с формулировкой «За популяризацию короткого контента».
- Приз за «Лучший онлайн-кинотеатр по предложению в подписке» — платформа ivi.
- В категории «Интервьюер года» победил Николай Солодников (#ещёнепозднер).
- В номинации «Документальный онлайн-проект года» победил фильм «Колыма» Юрия Дудя[14].
- Лучшим «Развлекательным онлайн-шоу году» стал «Comment Out» от видео-канала «Чикен Карри».
- «Самый популярный актёр года по ivi.рейтинг» — Павел Прилучный.
- В специальной номинации «Онлайн-Шац года» лучшим стал Михаил Шац.
- В номинации «Онлайн-персона года» победила Ксения Собчак[15].
- В категории «Выбор прессы: лучший интернет-сериал» лучшими стали «Трудные подростки» (Рустам Ильясов) и «Шторм» (Борис Хлебников).
- Спецприз за первый успешный сериал для онлайн-платформы достался Петру Буслову за «Домашний арест».
- В номинации «Лучший интернет сериал» победил «Шторм».

### 2020
- Онлайн-тревел-проект года — Антон Птушкин.
- Познавательный онлайн-проект года — «Редакция».
- Выбор прессы: Лучший веб-сериал — «Внутри Лапенко».
- Лучший веб-сериал — «Внутри Лапенко».
- Документальный онлайн-проект года — «Как устроена IT-столица мира / вДудь», Юрий Дудь.
- Лучшая онлайн-платформа по мнению профессионального сообщества — Start.
- Онлайн-событие года — сериал «Чики».
- Прорыв года — Алёна Жигалова.
- Интервьюер года — Ксения Собчак.
- Выбор прессы: Лучший интернет-сериал. Хронометраж эпизода менее 24 мин. — «Трудные подростки», 2-й сезон.
- Лучший интернет-сериал. Хронометраж эпизода менее 24 мин. — «257 причин, чтобы жить», 2-й сезон.
- Развлекательное онлайн-шоу года — «Что было дальше?».
- Выбор прессы: Лучший интернет-сериал. Хронометраж эпизода более 24 мин. — «Псих».
- Лучший интернет-сериал. Хронометраж эпизода более 24 мин. — «Перевал Дятлова», «Чики».
- Спецприз за объединение классических форм искусств онлайн — Портал «Культура. РФ».
- Спецприз за первый смелый разговор о пандемии — «Эпидемия с Антоном Красовским», Антон Красовский.
- Спецприз за развитие веб-индустрии, за продвижение новых форм в искусстве — Александр Мамут.